# Mediodactylus heterocercus
Mediodactylus heterocercus, también conocido como gecko dedos delgados de Asia Menor, es una especie de geco del género Mediodactylus, familia Gekkonidae, orden Squamata. Fue descrita científicamente por Blanford en 1874.

## Descripción
Posee bandas transversales en la cola y el dorso. Además, la cola está cubierta con escamas fuertemente quilladas en la parte inferior.

## Distribución
Se distribuye por Irán, Turquía, Irak y Siria.